# Enra
enra（エンラ）とは映像とライブパフォーマンスの融合を表現する日本のパフォーミングアーツ・カンパニーである。映像作家の花房伸行と、加世田剛、横山真希、和多谷沙耶、汰椿、望月ゆうさく、石出一敬、森本天子、野中葵ら8名のパフォーマーによって構成。2012年3月1日に結成された。

## コンセプト
スクリーンに映し出される映像と、ダンスやアクションなどの身体表現がシンクロすることはenraのコンセプトである。
身体表現に長けた6名の個性的なパフォーマーが集結することによって、enraはマーシャルアーツ（武術）、 新体操、 バレエ、アニメーションダンス、 ジャグリング、 クラブダンスなどのジャンルがパフォーマンスに入っている。
映像とパフォーマンスのみで構成し、言語を使用しないenraのパフォーマンスは国内外で高い評価を受け、欧米諸国、アジア、中東など、世界中で出演している。
国内ではIOC（国際オリンピック委員会）の視察団を招いた内閣総理大臣主催公式歓迎・東京オリンピック開催50年記念夕食会でゲストパフォーマーとして出演した。海外では第68回カンヌ国際映画祭授賞式で、映画へのオマージュを捧げた作品「FILMS」でオープニングアクトを務めた。
2016年、3月に北沢タウンホールで行われた東京公演を皮切りに、日本ツアーを敢行中。

## グループ名
毎日新聞によると、【グループ名は、煙のようにさまざまな形に姿を変える日本の妖怪「煙々羅」にちなんだ。】
enraのグループ名はすべてローマ字の小文字で表記される。

## 出演歴

### 2012
- 日本：ショートショーツフィルムフェスティバルと2012アジア授賞式
- 日本：きりゅう映画祭 2012オープングアクト
- 日本：ももいろクローバーZ　クリスマスイブライブ
- 日本：同志社女子大学情報メディア学科10週年記念式典にゲストとして出演
- 日本：内閣総理大臣主催公式歓迎・ 東京オリンピック開催50年記念夕食会

### 2013
- 香港：シティバンク、エヌ・エイULTIMA Cardプレゼンテーション
- インドネシア：NET. MEDIATAMA INDONESIA 開局イベント
- ルーマニア：Summer Well Music Festival 2013、ブチャーレスト
- 日本：Hondaフィット & フィットハイブリッドを新車発表
- 日本：森美術館十周年記念ガラパーティー
- 日本：シャープ “AQUOS XL10” ウェブCM
- 中国：エルメスフォーラムで「primitive」グエストパフォーマンス

### 2014
- 日本：Patek Philippe 175周年アニバーサリーイベント
- 日本：ビオデルマジャポン設立記念パーティー
- カタール：ドーハでenra単独公演 “Japanese Projection”
- フランス：Le Petit Palais、パリでのCB30周年記念イベント
- フランス：Opéra Comique、パリで出場
- ドイツ：Zeiss AG “ZEISS フォーラム”
- スペイン： “El Hormiguero” テレビ出演
- シンガポール：Samarpana 2014: アジア・クラシカルダンス・フェスティバル
- 日本：ZEPP東京で ““→PJ←WONDERLAND”と→Pia-no-jaC←
- チェコ共和国：フォルクスワーゲン パサート 8 イベント
- 日本：「primitive」東京単独公演
- 中国：「primitive」香港単独公演
- シンガポール：モーガンスタンレーガラディナー
- SK-IIウェブCM

### 2015
- アメリカ：第16回コンテンポラリーダンスショーケース: 日本と東アジア
- アメリカ：第31回宇宙シンポジウム
- 中国：Hewlett-Packard イベント
- スイス：IWCガラディナー
- コスタリカ：TEDxPuraVida
- バーレーン：企業イベント
- アメリカ：“ America’s Got Talent”テレビ出演
- フランス：第６８回カンヌ映画祭授賞式オープニングアクト
- シンガポール：Esplanade「Flipside 2015」enra単独公演「primitive」
- スイス：赤十字ガラディナー、ジュネーブ
- 台湾：台湾国立劇場で単独公演
- ルーマニア：Orange (通信会社) 4U パフォーマンス
- 日本：レクサス10周年アニバーサリーイベント
- アメリカ：単独公演ツアー2015
  - アラバマ州、バーミンハム
  - テネシー州、メンフィス
  - コロラド州、デゥランゴ
  - ミシガン州、デトロイト
  - テネシー州、ノックスビル
- ポルトガル： リスボンCentro Cultural de Belémで単独公演

### 2016
- インド：ムンバイで企業イベントのオープニングアクト
- 日本：東京グーグル ブランドキャスト
- イタリア：トリノでPala Alpitour で企業イベントのオープニングアクト
- アラブ首長国連邦：ドバイでYoung Presidents Organization YPO EDGE カンファレンスオープニングアクト
- オーストラリア: 企業イベントでゲストパフォーマンス
- クウェート: Porsche 911 新車発表でオープニングアクト
- 日本：PROXIMA 単独公演ツアー[5]
  - 東京
  - 富山
  - 仙台
  - 札幌
  - 岡山
  - 兵庫
  - 久留米 (福岡)
  - 長野
  - 大阪
- アメリカ: PROXIMA North America Tour 2016
  - ヴァージニア州、ニューポートニューズ
  - インディアナ州、マンシー
  - イリノイ州　スコーキー　（シカゴ）
  - カリフォルニア州、　ロサンゼルス
- 台湾: PROXIMA at 臺中花都藝術季　（台中市）
- メキシコ: PROXIMA North America Tour 2016: PROXIMA in Mexico City
- アラブ首長国連邦: ADIPEC Awards Gala Dinner （アブダビ）
- 日本: Hublot All Black Night イベント
- 日本: BiG-i Art Festival

## 参照
- 日経ビジネスオンライン (2014年9月9日) "東京五輪招致を決定づけたパフォーマーたち　IOC評価委員会を熱狂させた最後の晩餐" http://business.nikkeibp.co.jp/article/topics/20130908/253131/
- artsBHAM (2015年10月19日) "Dance Review - enra" http://www.artsbham.com/dance-review-enra/ （英語）
- The Detroit News (2015年10月21日) "Japanese troupe, Enra, ties choreography to animation" http://www.detroitnews.com/story/entertainment/2015/10/21/japanese-troupe-enra-ties-choreography-animation/74321692/ （英語）
- 毎日新聞デジタル (2016年4月11日) "国内初ツアー　言葉や文化の壁超えるストーリー" https://mainichi.jp/articles/20160411/mog/00m/040/012000c
- Culture Source, "enra fuses technology and dance in mesmerizing performance at The Berman", by Hillary Brody (2015年10月21日) https://www.culturesource.org/201510212194/stories/enra-fuses-technology-and-dance-in-mesmerizing-performance-at-the-berman/ （英語）
- The US Huffington Post, "Japanese troupe enra combines dance and light in mesmerizing video" (2014年2月1日) https://www.huffpost.com/entry/enra-pleiades_n_4532918 （英語）
- Marketing Interactive (December 17, 2014) "WATCH SKII’s visually stunning campaign together with ENRA" http://www.marketing-interactive.com/skii-ropes-japanese-dance-troupe-festive-season-campaign/
- Jiji.com (November 15, 2016) "ついに日本で！！パフォーミングアーツカンパニー enra（エンラ）世界を魅了したパフォーマンスに大注目！" http://www.jiji.com/jc/article?k=000000363.000012949&g=prt
- Rafu Shimpo (October 20, 2016) "READY TO POP: Japan’s Enra brings its one-of-a-kind live dance and digital performance artistry to Hollywood this weekend" http://www.rafu.com/2016/10/ready-to-pop/　（英語）
- Broadway World (October 21, 2016) "The Ricardo Montalbán Theatre Presents PROXIMA" http://www.broadwayworld.com/bwwdance/article/The-Ricardo-Montalbn-Theatre-Presents-PROXIMA-20161021　（英語）
- Arca (October 2016) "ENRA, EL ESPECTÁCULO JAPONÉS MÁS SORPRENDENTE LLEGA A MÉXICO" http://arca.tv/enra-el-espectaculo-japones-mas-sorprendente-llega-a-mexico/ (スペイン語)